# Diego Maradona
Diego Armando Maradona (30. října 1960 Lanús, Buenos Aires – 25. listopadu 2020 Tigre, Buenos Aires) byl argentinský fotbalista a trenér argentinské fotbalové reprezentace. Všeobecně je považován za jednoho z nejlepších a nejtalentovanějších světových hráčů všech dob. S národním týmem Argentiny zvítězil ve finále Mistrovství světa hráčů do 20 let 1979 v Japonsku, mistrovství světa 1986 v Mexiku a byl druhý na mistrovství světa 1990 v Itálii. Pelé ho roku 2004 zařadil mezi 125 nejlepších žijících fotbalistů.
Byl ofenzivní hráč malého, podsaditého vzrůstu. Jeho krátké silné nohy a nízko položené těžiště mu dávaly výhodu v krátkých sprintech, navíc byl geniální v práci s míčem. Hrál zpravidla levou nohou, a to i v situacích, kdy bylo vzhledem k poloze míče zdánlivě vhodnější hrát pravačkou.
Na mistrovství světa MS 1982, MS 1986, MS 1990, MS 1994 odehrál 21 zápasů a vstřelil 8 branek.

## Klubová kariéra

### Fotbalové začátky
Diego Maradona vyrůstal ve Villa Fiorito, chudinské čtvrti hlavního města Argentiny Buenos Aires. Měl dva mladší bratry, Huga a Eduarda. Oba se rovněž stali profesionálními fotbalisty. Roku 1969 objevil talent osmiletého Maradony trenér mládeže klubu Argentinos Juniors Francis Cornejo.
Příznivcům seniorského mužstva se představil jako podavač míčů, který o poločasových přestávkách ukazoval vlastní dovednosti s balónem. Ve 14 letech pomohl vyhrát mládežnickou ligu.
Mezi muži debutoval v 15 letech (deset dní před svými šestnáctými narozeninami) v utkání proti Tallares de Córdoba dne 20. října 1976, jakkoliv ho trenér Juan Carlos Montes původně plánoval ponechat na střídačce. V průběhu utkání se blýskl tzv. „jesličkami“, když šikovně propasoval balón mezi nohama obránce Juana Dominga Cabrery. Tento moment si vysloužil obdivné reakce obecenstva, jeho tým ale prohrál.
První gól slavil už jako 16letý, a to proti týmu San Lorenzo dne 14. listopadu 1976 při výhře 5:2.

### Boca Juniors
V roce 1981 přestoupil během sezóny do velkoklubu Boca Juniors za jeden milion liber.
Zájem o něho projevil i další velkoklub River Plate, v té době v lepší finanční kondici než Boca a disponující kádrem zahrnujícím hráče jako Daniel Passarella, Ubaldo Fillol či Américo Gallego. Maradona si ovšem zvolil Bocu Juniors, která postrádala finance a byla nucena si vzít Maradonu nejprve na hostování.
Zde vydržel rok a půl a pomohl získat mistrovský titul v soutěži zvané Campeonato Metropolitano.
Na cestě za tímto úspěchem pomohl jedním gólem zdolat i River Plate v derby zvaném Superclásico.

### FC Barcelona
Barcelona koupila Maradonu po světovém mistrovství v roce 1982 za částku v přepočtu 5 milionů liber, což byl tehdy světový rekord.
Juventus, další zájemce o Maradonův talent, se tak musel spokojit s akvizicí v podobě Michela Platiniho. V Barceloně jej zprvu trénoval Němec Udo Lattek, který časem z tréninkových prostorů vykázal Maradonovy lidi jako byli jeho agent Jorge Cyterszpiler nebo Fernanda Signoriniho, osobního fitness trenéra.
Lattek ale byl z důvodu nepřesvědčivých výsledků odvolán a nahradil jej Argentinec César Luis Menotti. Ten pozvedl nejen Maradonovu formu a Barcelona postoupila do finále Španělského poháru (Copa del Rey), kde čelila v červnu 1983 Realu Madrid a porazila jej.
Mimo to se Barcelona s Realem utkala o Španělský ligový pohár (Copa de la Liga), během něhož Maradona skóroval další ikonickou branku. Po nahrávce Carrasca se driblingem vyhnul brankáři Agustínovi, ale neunáhlil se a ještě uchránil balón před obráncem Juanem Josém, který se skluzem pokusil gólu zabránit. Až poté vpravil Maradona balón do sítě, načež si vysloužil aplaus od diváků Realu, tedy počin, který si žádný fotbalista Barcelony v následujících 22 letech nezasloužil, než se to roku 2005 povedlo Ronaldinhovi.
Barcelona během Maradonova dvouletého působení ligu v konkurenci baskických klubů Athletic Bilbao a Real Sociedad nevyhrála, sám Argentinec ale zaznamenal nejvíce gólů za jeden ročník v kariéře – 23.
Právě proti Athleticu v září 1983 se Maradona zranil, poté co jej fauloval Andoni Goikoetxea. Athletic se stal španělským mistrem, Barcelona s již uzdraveným Maradonou ale měla možnost soupeře přehrát ve finále poháru na stadionu Santiago Bernabéu dne 5. května 1984.
Na hřišti znovu běhal Goikoetxea a na Argentince si připravil další ostrý zákrok, naopak Miguel Sola se snažil Maradonu vyprovokovat. Baskové finále vyhráli, Maradona se neudržel a dostal se do potyčky se soupeřem, z čehož záhy vznikla vřava všech hráčů na hřišti. Reputace Barcelony i Maradony poklesla, na stadionu byl navíc přítomen král Juan Carlos I. Barcelona propustila Menottiho a prezident Núñez se rozhodl se Maradonu prodat.
Přítomnost Platiniho v Juventusu přisoudila Maradonu Neapoli a ten se podruhé v kariéře stal předmětem nejvyšší přestupové částky.

### Neapol
Na stadionu San Paolo přivítalo 23letého Maradonu 70 tisíc Napolitánců. V té době se místní fotbalový klub nerovnal severněji ležícím gigantům a vítězům z posledních let jako byli Juventus, AC Milán, Inter Milán nebo římské AS a Lazio. Posilování ze strany prezidenta Corrada Ferlainoa však vzbuzovalo naděje. První ligový zápas se Maradona přesvědčil o náročnosti italské ligy, když jeho Neapol prohrála na hřišti Hellasu Verona 1:3.
Při debutu na domácím hřišti proti Sampdorii skóroval, ale první vítězný zápas nastal až ve 4. kole doma proti Calcio Como, kde Maradona gólem podpořil výhru 3:0. Argentinec v euforii zaběhl za branku slavit s publikem, což rozhodčího přimělo poprvé v dějinách italského prvoligového fotbalu udělit hráčovi karetní trest za oslavu mimo trávník. V polovině října se Maradona po kombinaci s Bertonim prosadil proti Laziu. Po zápase, který skončil 1:1, se usmířil s Batistou, se kterým se setkal na MS 1982.
Do konce roku ale mužstvo zasáhlo několik porážek a v jednu chvíli jej od sestupu dělil bod. První zápas roku 1985 s Udinese proměnil dvě penalty a pomohl vyhrát 4:3 a další zápas pak výsledkem 1:0. Do konce ročníku Neapol prohrála jen jednou a dokázala přehrát Lazio 4:0 díky Maradonově hattricku. Ten dokonce dokázal Římanům vstřelil gól z rohového kopu.
Neapol skončila osmá, Maradona mezitím třetí mezi nejlepšími střelci za dvojici Platini–Altobelli s 18 góly, respektive 17. Italský magazín Guerin Sportivo mu udělil cenu Guerin d’Oro.
Neapol započala své zlaté období a zásluhou Maradonova přesného přímého kopu porazila v listopadu 1985 1:0 Juventus.
Neapol, vedená novým trenérem Ottaviem Bianchim, se vměstnala do první trojice. Bianchi umožnil Maradonovi volnost v útoku.
Do sezóny 1986/87 vstoupil Maradona jako čerstvý mistr světa s Argentinou. Za sezónu vstřelil 17 gólů ve 41 zápasech a dovedl Neapol k historickému titulu – poprvé se stal mistrem Itálie klub z jihu.
V roce 1987 to nebyla jediná trofej, Neapol totiž dosáhla finále Coppa Italia, kde porazila Atalantu 4:0 a oslavila double.
Šance na obhajobu měl zvýšit příchod útočníka jménem Careca, který s Maradonou a Brunem Giordanem utvořil obávaný trojzubec přezdívaný „Ma-Gi-Ca“.
Tým se otřepal z nezdařilého startu a byl na úspěšné cestě za obhajobou, když pět zápasů před koncem disponoval náskokem čtyř bodů. Neapol však jednou remizovala a čtyřikrát prohrála, včetně klíčového domácího duelu proti AC Milán, se kterým podlehla 2:3. Právě AC Milán ukořistil titul, což vedlo ke spekulacím o vlivu sázkařské mafie.
Maradona se stal s celkově 15 góly Capocannoniere, tedy králem ligových střelců.
V listopadu 1988 byl jedním ze strůjců výhry 4:1 právě proti AC Milán, kde se navzdory výšce trefil hlavou.
To už na hřišti neoperovala Ma-Gi-Ca, neboť Giordano mužstvo opustil. Na místo něho dorazil Alemão.
Neapol v lize skončila druhá za milánským Interem. V Poháru UEFA začala domácí výhrou 1:0 proti řeckému PAOK Soluň, poté co se Maradona chopil penalty a proměnil ji.
Na podzim přešli hráči Neapole přes PAOK, Lokomotivu Lipsko a Bordeaux neporaženi.
Ve čtvrtfinále museli skousnout venkovní porážku 0:2 od Juventusu, doma však po gólu Maradony z penalty po 20 minutách vedli a po poločasu dokonce vedli už 2:0. Zápas dospěl do prodloužení, ve kterém uspěla Neapol. Semifinále proti Bayernu Mnichov zvládli Neapolitánci 2:0, Maradona nejprve obklíčen třemi hráči nahrával Carecovi a poté nacentroval na hlavu Carnevaleho.
V Mnichově Maradona a Careca dvěma góly dvakrát poslali vlastní tým do vedení (Maradona dvě asistence) a přestože zápas dopadl nerozhodně 2:2, postoupili hráči Neapole do finále. To se hrálo na dva zápasy, přičemž ten první se měl odehrát v Itálii. Finálový soupeř Stuttgart se dostal do vedení 1:0, poté ale byla jejich obránci odpískána ruka a následnou penaltu Maradona proměnil. Vítězný gól dala Neapol v závěru zápasu a opět to byl Maradona kdo asistoval Carecovi.
V Německu se Maradona podílel na remíze 3:3 a Neapol poprvé v historii vyhrála evropskou soutěž.
Odešel Bianchi a novým trenérem se stal Alberto Bigon, který tým posílil o dalšího útočníka menšího vzrůstu, 23letého Itala Gianfranca Zolu. Ten se stal Maradonovým „učněm“ a pomohl vybojovat druhý titul pro Neapol. Maradona vstřelil 16 gólů, nejvíce z celého týmu.

## Osobní život
V osobním životě Maradonu stíhala nejen obrovská sláva a uznání, ale i závislost na kokainu a pohyb ve zločineckém podsvětí. Přezdívalo se mu „Zlatý chlapec“ a „Boží ruka“. Bývalý majitel Neapole Corrado Ferlaino později přiznal, že Maradonova závislost na kokainu byla tak silná, že občas za něj musel načůrat do zkumavky někdo jiný, aby prošel antidopingovými testy. Maradona se přátelil s vůdci neapolské zločinecké organizace Camorra, kteří ho pravidelně zásobovali drogami.
Maradona byl otcem osmi dětí, které měl s pěti ženami. Jedním z nich je syn v Itálii, jehož existenci dlouho popíral, protože byl v době jeho narození ženatý se svou dlouholetou přítelkyní Claudií.
Zemřel 25. listopadu 2020 na infarkt myokardu.

### Politické postoje

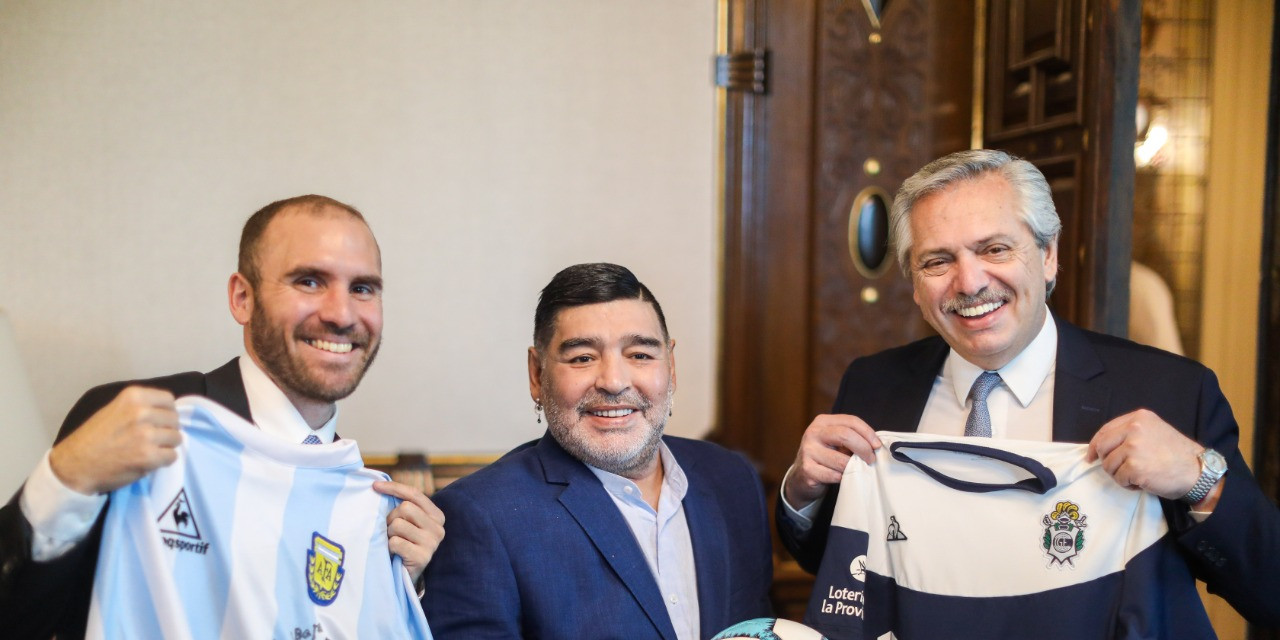
Maradona a nově zvolený argentinský prezident Alberto Fernández v prosinci 2019

Často kritizoval katolickou církev a její bohatství, které podle Maradony nebylo využíváno ve prospěch chudých, ale po setkání s papežem Františkem prohlásil, že mu papež pomohl navrátit se k víře. Uvedl, že jeho politické názory ovlivnilo dětství v chudinském slumu na předměstí Buenos Aires, kde vyrůstal.
V roce 2004 se zúčastnil demonstrace proti americké válce v Iráku a v roce 2005 protestoval v tričku s nápisem „Stop Bush“ proti přítomnosti amerického prezidenta George W. Bushe na summitu amerických států v Buenos Aires. Maradona vyslovil své antipatie k USA a seznámil se s několika osobnostmi, které tento pohled sdílely. Podporoval bolivijského prezidenta Eva Moralese. Spřátelil se s kubánským prezidentem Fidelem Castrem, když se na Kubě snažil zbavit závislosti na kokainu, Castrův obličej si dokonce nechal vytetovat na nohu.
Seznámil se rovněž s venezuelským prezidentem Hugem Chávezem a setkal se s íránským prezidentem Mahmúdem Ahmadínežádem. Svůj postoj ke Spojeným státům změnil v roce 2008 a prohlásil, že vkládá velké naděje do nově zvoleného amerického prezidenta Baracka Obamy.
Ve své autobiografii z roku 2006 napsal, že vítězství ve čtvrtfinále MS ve fotbale 1986 proti Anglii vnímal jako pomstu za mrtvé argentinské vojáky, které zabili Britové ve válce o Falklandy v roce 1982.

## Hráčské statistiky
| Sezóna  | Klub                 | Liga             | Liga   | Liga | Ligové poháry | Ligové poháry | Ligové poháry | Kontinentální poháry | Kontinentální poháry | Kontinentální poháry | Celkem | Celkem |
| Sezóna  | Klub                 | Soutěž           | Zápasy | Góly | Soutěž        | Zápasy        | Góly          | Soutěž               | Zápasy               | Góly                 | Zápasy | Góly   |
| ------- | -------------------- | ---------------- | ------ | ---- | ------------- | ------------- | ------------- | -------------------- | -------------------- | -------------------- | ------ | ------ |
| 1976    | Argentinos Juniors   | Primera División | 11     | 2    | -             | 0             | 0             | -                    | 0                    | 0                    | 11     | 2      |
| 1977    | Argentinos Juniors   | Primera División | 49     | 19   | -             | 0             | 0             | -                    | 0                    | 0                    | 49     | 19     |
| 1978    | Argentinos Juniors   | Primera División | 35     | 26   | -             | 0             | 0             | -                    | 0                    | 0                    | 35     | 26     |
| 1979    | Argentinos Juniors   | Primera División | 26     | 26   | -             | 0             | 0             | -                    | 0                    | 0                    | 26     | 26     |
| 1980    | Argentinos Juniors   | Primera División | 45     | 43   | -             | 0             | 0             | -                    | 0                    | 0                    | 45     | 43     |
| 1981    | CA Boca Juniors      | Primera División | 40     | 28   | -             | 0             | 0             | -                    | 0                    | 0                    | 40     | 28     |
| 1982/83 | FC Barcelona         | Primera División | 20     | 11   | ŠP+ŠLP        | 5+6           | 3+4           | PVP                  | 4                    | 5                    | 35     | 23     |
| 1983/84 | FC Barcelona         | Primera División | 16     | 11   | ŠP            | 4             | 1             | PVP                  | 3                    | 3                    | 23     | 15     |
| 1984/85 | SSC Neapol           | Serie A          | 30     | 14   | IP            | 6             | 3             | -                    | 0                    | 0                    | 36     | 17     |
| 1985/86 | SSC Neapol           | Serie A          | 29     | 11   | IP            | 2             | 2             | -                    | 0                    | 0                    | 31     | 13     |
| 1986/87 | SSC Neapol           | Serie A          | 29     | 10   | IP            | 10            | 7             | UEFA                 | 2                    | 0                    | 41     | 17     |
| 1987/88 | SSC Neapol           | Serie A          | 28     | 15   | IP            | 9             | 6             | PMEZ                 | 2                    | 0                    | 39     | 21     |
| 1988/89 | SSC Neapol           | Serie A          | 26     | 9    | IP            | 12            | 7             | UEFA                 | 12                   | 3                    | 50     | 19     |
| 1989/90 | SSC Neapol           | Serie A          | 28     | 16   | IP            | 3             | 2             | UEFA                 | 5                    | 0                    | 36     | 18     |
| 1990/91 | SSC Neapol           | Serie A          | 18     | 6    | IP+IS         | 3+1           | 2+0           | PMEZ                 | 4                    | 2                    | 26     | 10     |
| 1992/93 | FC Sevilla           | Primera División | 26     | 5    | ŠP            | 3             | 3             | -                    | 0                    | 0                    | 29     | 8      |
| 1993/94 | CA Newell's Old Boys | Primera División | 5      | 0    | -             | 0             | 0             | -                    | 0                    | 0                    | 5      | 0      |
| 1995/96 | CA Boca Juniors      | Primera División | 24     | 5    | -             | 0             | 0             | -                    | 0                    | 0                    | 24     | 5      |
| 1996/97 | CA Boca Juniors      | Primera División | 1      | 0    | -             | 0             | 0             | SO                   | 1                    | 0                    | 2      | 0      |
| 1997/98 | CA Boca Juniors      | Primera División | 5      | 2    | -             | 0             | 0             | -                    | 0                    | 0                    | 5      | 2      |
| Celkově | Celkově              | Celkově          | 491    | 259  | -             | 64            | 40            | -                    | 32                   | 13                   | 588    | 312    |

## Reprezentační kariéra
První utkání za Argentinu odehrál 27. února 1977 proti Maďarsku (5:1) na posledních 28 minut zápasu. První branku vstřelil 8. srpna 1979 na turnaji CA proti Bolívii (3:0).
Zúčastnil se čtyř turnajů MS (1982, 1986 - zlato, 1990 - stříbro a 1994). Celkem na turnajích odehrál 21 utkání a vstřelil 8 branek. Také se zúčastnil tří turnajů turnaje Copa América (1979, 1987 a 1989 - bronz).
Poslední utkání odehrál na MS 1994 po druhém utkání ve skupině když byl kvůli pozitivnímu výsledku dopingové kontroly na efedrin vyloučen z turnaje. 

### Statistika na velkých turnajích
| Reprezentace | Rok  | Zápasy                        | Zápasy | Zápasy        | Zápasy           | Zápasy           | Zápasy            |
| Reprezentace | Rok  | Fáze turnaje                  | Datum  | Soupeř        | Odehraných minut | Vstřelené branky | Výsledek          |
| ------------ | ---- | ----------------------------- | ------ | ------------- | ---------------- | ---------------- | ----------------- |
| Argentina    | 1979 | 2. zápas ve skupině           | 2. 8.  | Brazílie      | 90               | 0                | 1:2               |
| Argentina    | 1979 | 3. zápas ve skupině           | 8. 8.  | Bolívie       | 90               | 1                | 3:0               |
| Argentina    | 1982 | 1. zápas v 1, skupinové fázi  | 13. 6. | Belgie        | 90               | 0                | 0:1               |
| Argentina    | 1982 | 2. zápas v 1. skupinové fázi  | 18. 6. | Maďarsko      | 90               | 2                | 4:1               |
| Argentina    | 1982 | 3. zápas v 1. skupinové fázi  | 23. 6. | Salvador      | 90               | 0                | 2:0               |
| Argentina    | 1982 | 1. zápas ve 2. skupinové fázi | 29. 6. | Itálie        | 90               | 0                | 1:2               |
| Argentina    | 1982 | 2. zápas ve 2. skupinové fázi | 2. 7.  | Brazílie      | 85               | 0                | 1:3               |
| Argentina    | 1986 | 1. zápas ve skupině           | 2. 6.  | Jižní Korea   | 90               | 0                | 3:0               |
| Argentina    | 1986 | 2. zápas ve skupině           | 5. 6.  | Itálie        | 90               | 1                | 1:1               |
| Argentina    | 1986 | 3. zápas ve skupině           | 10. 6. | Bulharsko     | 90               | 0                | 2:0               |
| Argentina    | 1986 | Osmifinále                    | 18. 6. | Uruguay       | 90               | 0                | 1:0               |
| Argentina    | 1986 | Čtvrtfinále                   | 22. 6. | Anglie        | 90               | 2                | 2:1               |
| Argentina    | 1986 | Semifinále                    | 25. 6. | Belgie        | 90               | 2                | 2:0               |
| Argentina    | 1986 | Finále                        | 29. 6. | NSR           | 90               | 0                | 3:2               |
| Argentina    | 1987 | 1. zápas ve skupině           | 27. 6. | Peru          | 90               | 1                | 1:1               |
| Argentina    | 1987 | 2. zápas ve skupině           | 2. 7.  | Ekvádor       | 90               | 2                | 3:0               |
| Argentina    | 1987 | Semifinále                    | 9. 7.  | Uruguay       | 90               | 0                | 0:1               |
| Argentina    | 1987 | Zápas o 3. místo              | 11. 7. | Kolumbie      | 90               | 0                | 1:2               |
| Argentina    | 1989 | 1. zápas ve skupině           | 2. 7.  | Chile         | 90               | 0                | 1:0               |
| Argentina    | 1989 | 2. zápas ve skupině           | 4. 7.  | Ekvádor       | 90               | 0                | 0:0               |
| Argentina    | 1989 | 3. zápas ve skupině           | 8. 7.  | Uruguay       | 90               | 0                | 1:0               |
| Argentina    | 1989 | 4. zápas ve skupině           | 10. 7. | Bolívie       | 90               | 0                | 0:0               |
| Argentina    | 1989 | 1. zápas ve finálové skupině  | 12. 7. | Brazílie      | 90               | 0                | 0:2               |
| Argentina    | 1989 | 2. zápas ve finálové skupině  | 14. 7. | Uruguay       | 90               | 0                | 0:2               |
| Argentina    | 1990 | 1. zápas ve skupině           | 8. 6.  | Kamerun       | 90               | 0                | 0:1               |
| Argentina    | 1990 | 2. zápas ve skupině           | 13. 6. | Sovětský svaz | 90               | 0                | 2:0               |
| Argentina    | 1990 | 3. zápas ve skupině           | 18. 6. | Rumunsko      | 90               | 0                | 1:1               |
| Argentina    | 1990 | Osmifinále                    | 24. 6. | Brazílie      | 90               | 0                | 1:0               |
| Argentina    | 1990 | Čtvrtfinále                   | 30. 6. | Jugoslávie    | 120              | 0                | 0:0 (3:2) na pen. |
| Argentina    | 1990 | Semifinále                    | 3. 7.  | Itálie        | 120              | 0                | 1:1 (4:3) na pen. |
| Argentina    | 1990 | Finále                        | 8. 7.  | Německo       | 90               | 0                | 0:1               |
| Argentina    | 1994 | 1. zápas ve skupině           | 21. 6. | Řecko         | 83               | 1                | 4:0               |
| Argentina    | 1994 | 2. zápas ve skupině           | 25. 6. | Nigérie       | 90               | 0                | 2:1               |

## Úspěchy

### Klubové
- 1× vítěz argentinské ligy - základní část Metropolitan (1981)
- 2× vítěz italské ligy (1986/87, 1989/90)
- 1× vítěz španělského poháru (1982/83)
- 1× vítěz italského poháru (1986/87)
- 1× vítěz španělského ligového poháru (1983)
- 1× vítěz španělského superpoháru (1983)
- 1× vítěz italského superpoháru (1990)
- 1× vítěz Poháru UEFA (1988/89)

### Reprezentační
- 4× na MS (1982, 1986 - zlato, 1990 - stříbro, 1994)
- 3× na CA (1979, 1987, 1989 - bronz)
- 1× na MS 20 (1979 - zlato)

### Individuální
- 2× Fotbalista roku Jižní Ameriky (1979, 1980)
- 4x Argentinský fotbalista roku (1979, 1980, 1981, 1986)[62]
- 1x nejlepší střelec ligy (1987/88)
- 3x nejlepší střelec Metropolitan - zákl. část (1978, 1979, 1980)
- 2x nejlepší střelec Nacional - play off (1979, 1980)
- 1x nejlepší hráč na MS 20 (1979)
- 1x nejlepší hráč na MS (1986)
- 1x nejlepší hráč podle časopisu World Soccer (1986)
- 2x nejlepší hráč podle časopisu Onze Mondial (1986, 1987)
- 5. místo v anketě o nejlepšího fotbalistu století podle IFFHS (2000)
- 2. místo v anketě o nejlepšího fotbalistu století podle FIFA (2000)
- vítěz ankety o nejlepšího argentinského sportovce století (1999)[63]
- vítěz ankety o nejlepšího argentinského fotbalistu všech dob (1993)
- cena Guerin d'oro (1984/85)
- člen klubu Golden Foot
- člen síně slávy italského fotbalu jako zahraniční hráč (2014)

### Trenérská
- 1× na MS (2010)

## Galerie

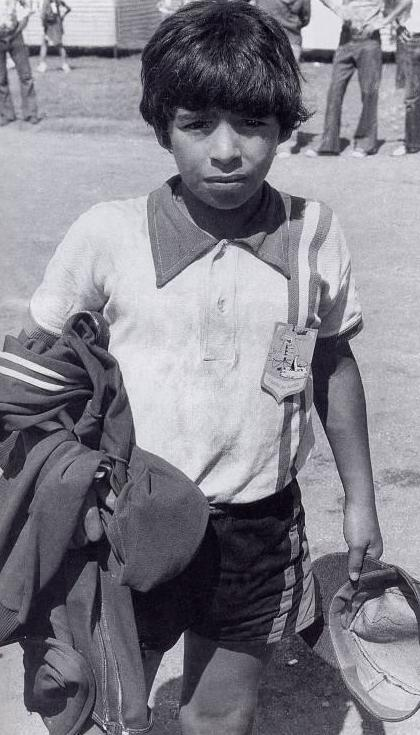
třináctiletý Maradona, 1973
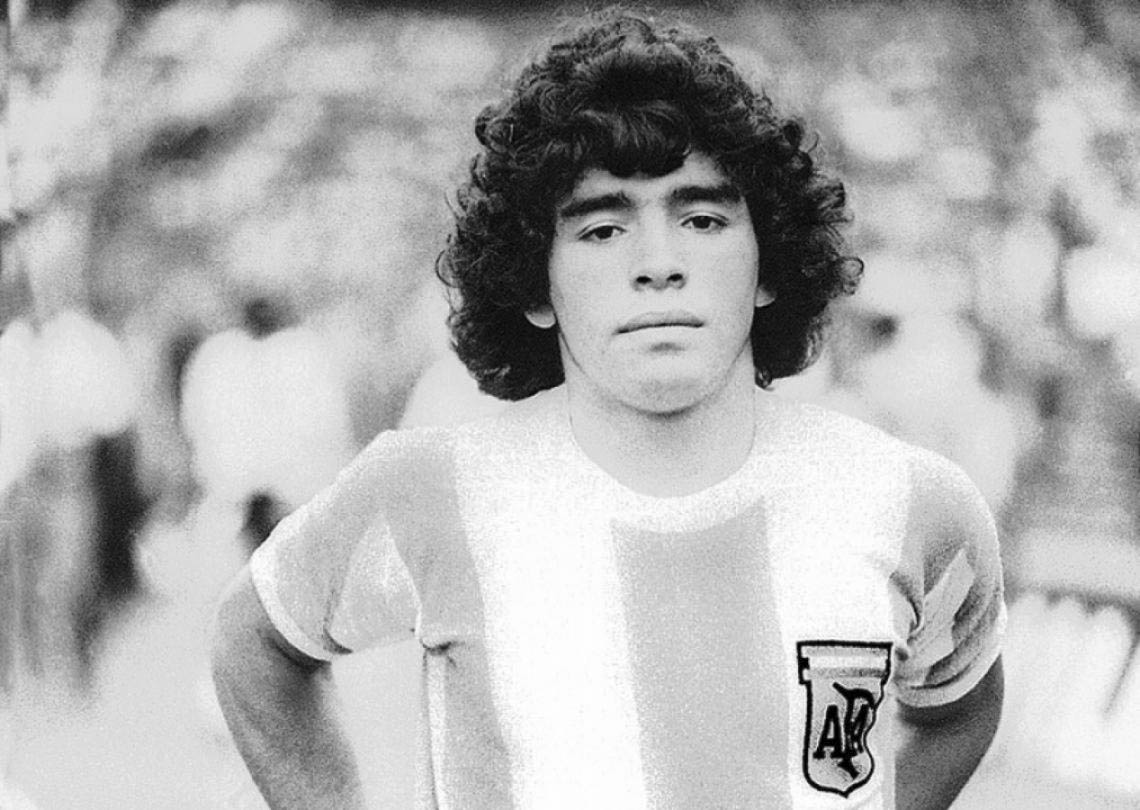
Maradona v roce 1977
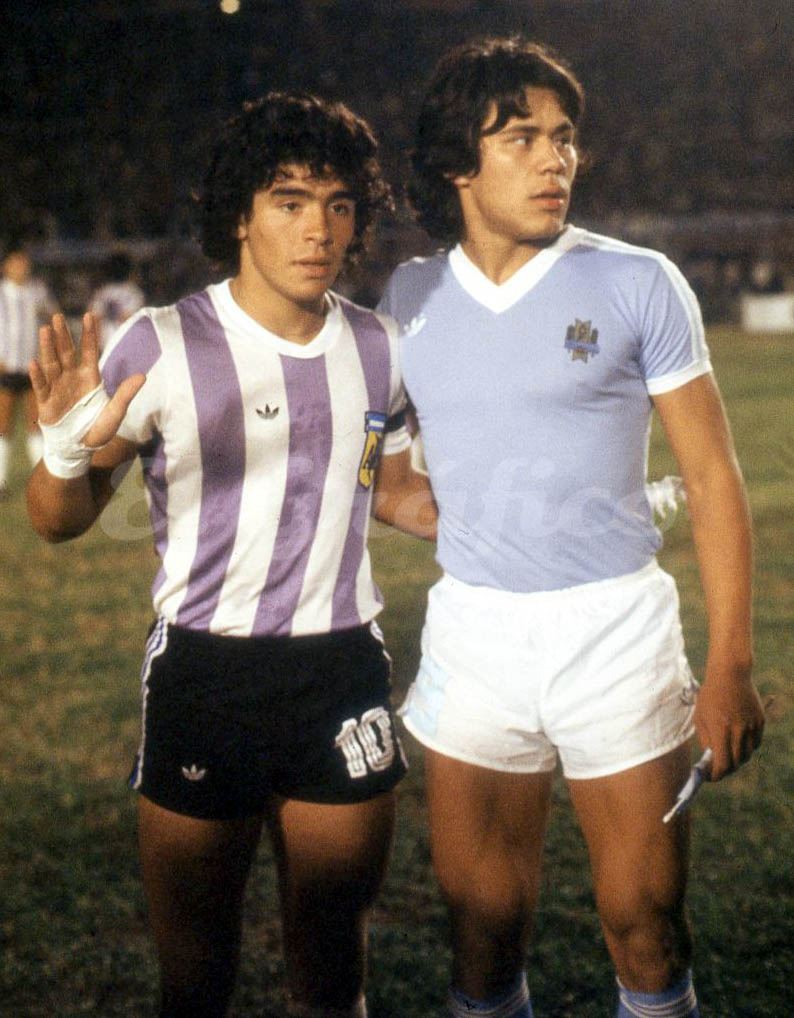
Maradona a Rubén Paz před zápasem, 1979
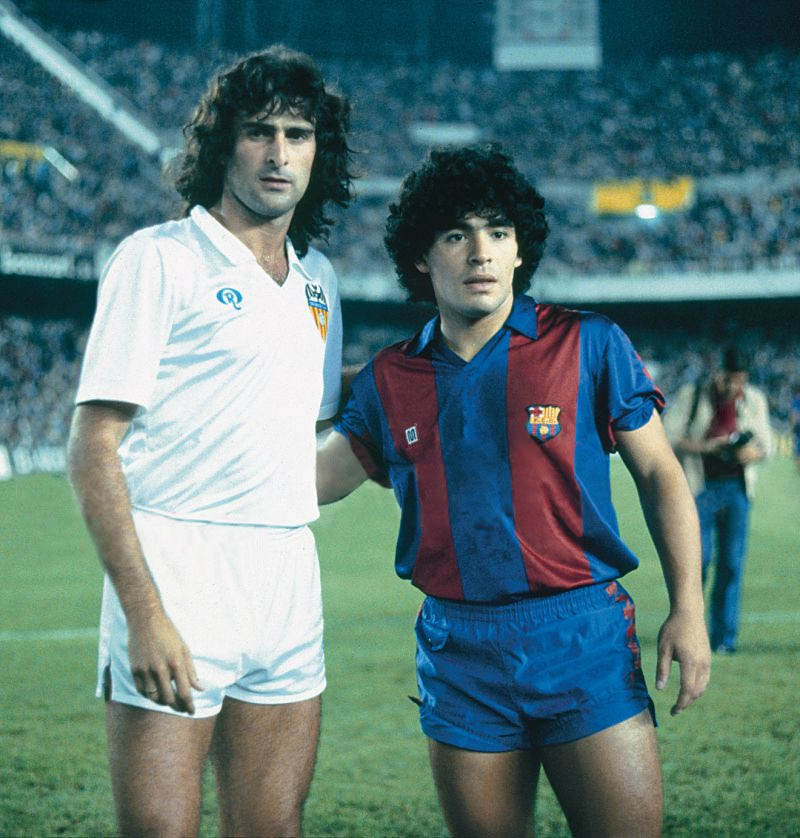
Maradona a Mario Kempes, 1982
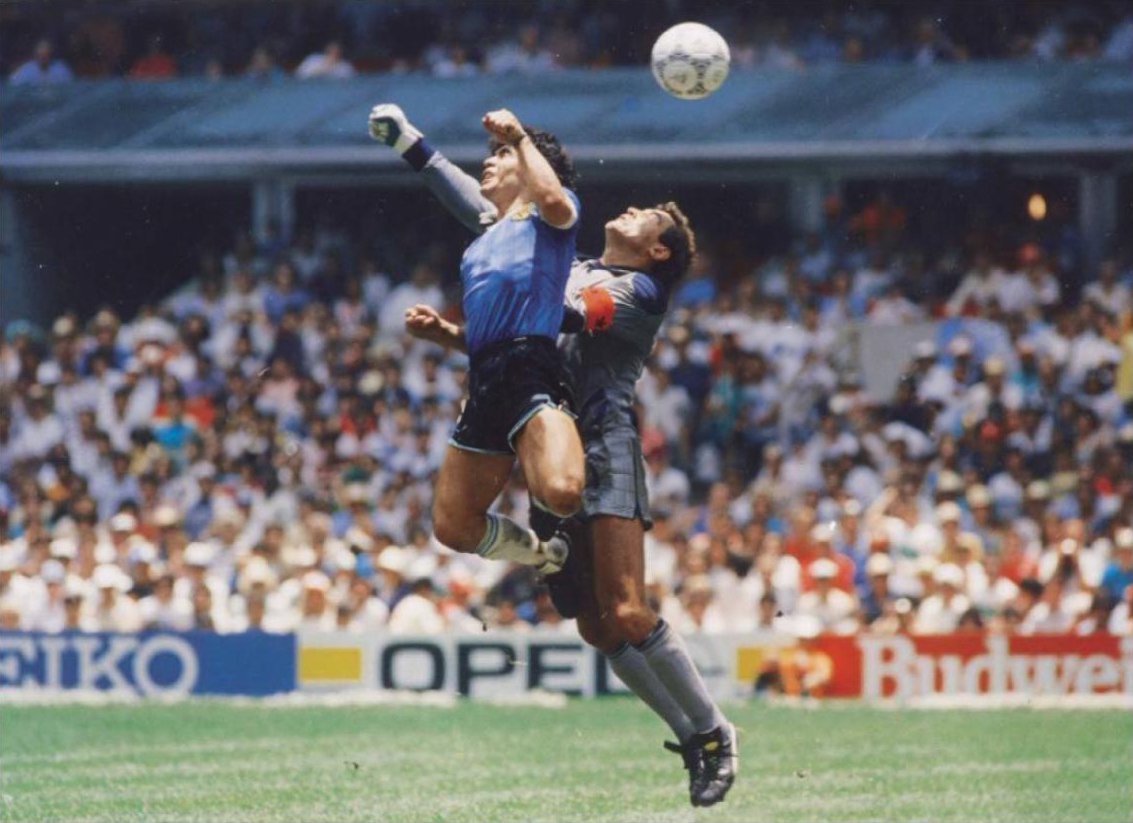
Maradonova „boží ruka“ ve čtvrtfinále MS 1986
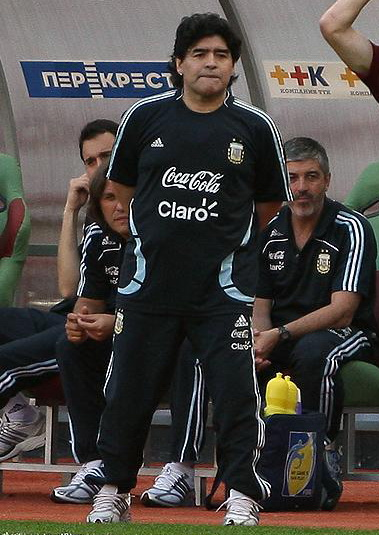
Maradona jako trenér argentinské reprezentace, 2009
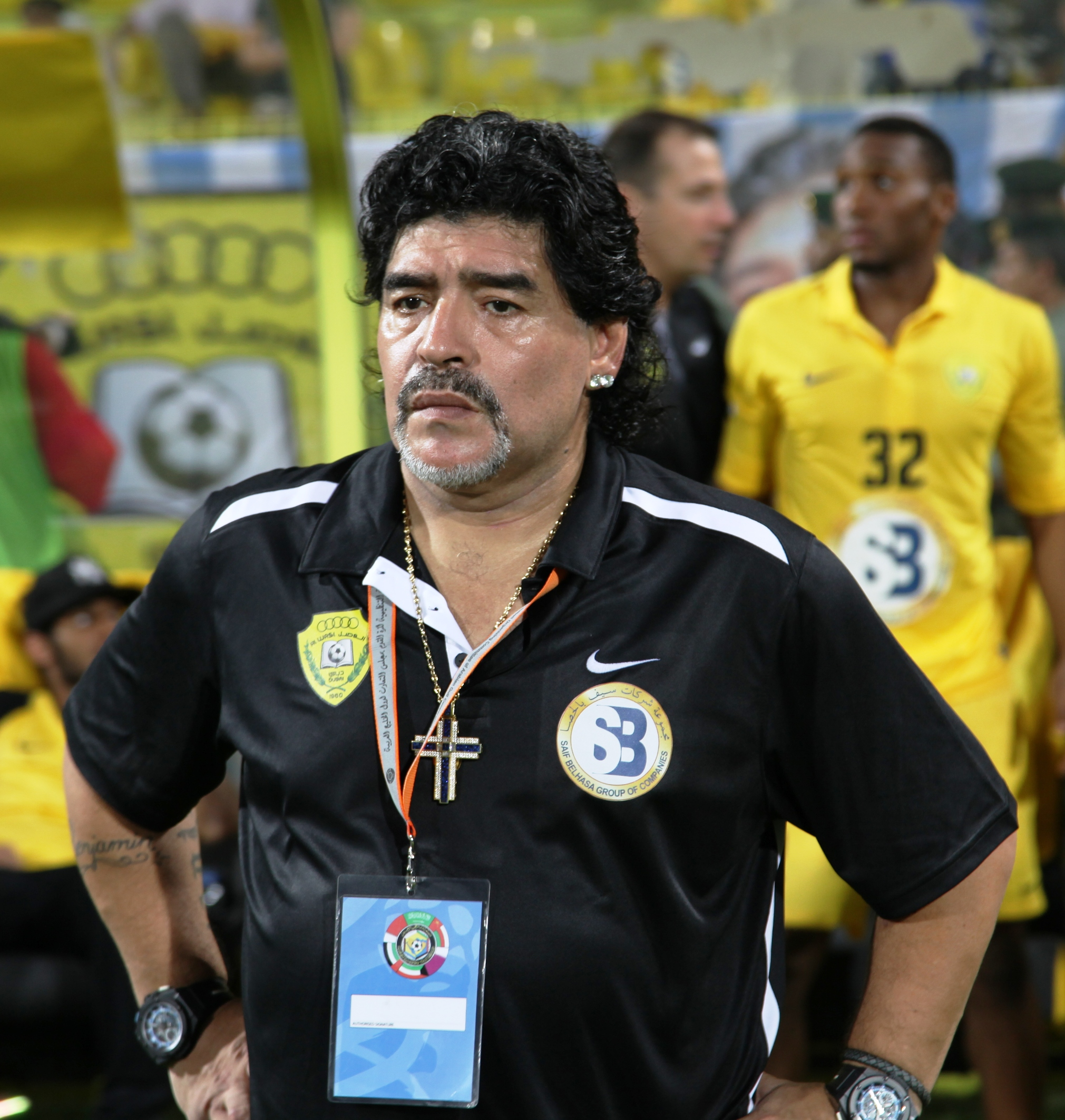
Maradona v roce 2012
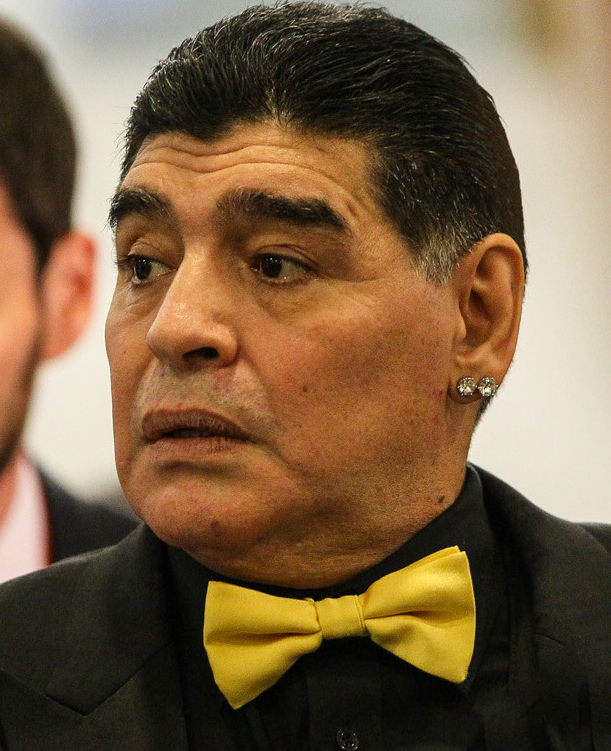
Maradona v roce 2017
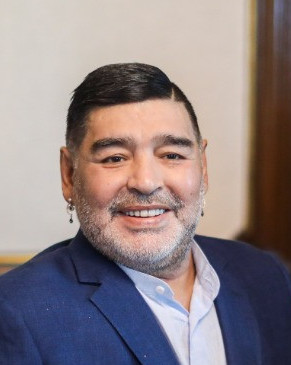
Maradona v roce 2019